# Viola cluniensis
Viola cluniensis är en violväxtart som beskrevs av Josef Murr och Poll. Viola cluniensis ingår i släktet violer, och familjen violväxter. Inga underarter finns listade i Catalogue of Life.